# Wilhelm Wien
Wilhelm Carl Werner Otto Fritz Franz Wien (Fischhausen, 13 de enero de 1864 - Múnich, 30 de agosto de 1928) fue un físico alemán. En 1911 recibió el Premio Nobel de Física por su trabajo sobre la radiación térmica.

## Biografía
Nació en la ciudad de Fischhausen, actual óblast de Kaliningrado, pero en aquellos momentos formaba parte de Prusia.
Fue hijo de Carl Wien, terrateniente prusiano, en 1866 su familia se trasladó a Drachstein, en Rastenburg, Prusia Oriental. En 1879 fue a la escuela de Rastenburg y desde 1880 a 1882 estudió en la de Heidelberg
A partir de 1882 estudió en la Universidad de Gotinga, la Universidad de Heidelberg y la Universidad de Berlín. En 1886 recibió el doctorado con una tesis sobre la difracción de la luz sobre los metales y la influencia de varios metales sobre el color de la luz refractada.

## Investigaciones científicas

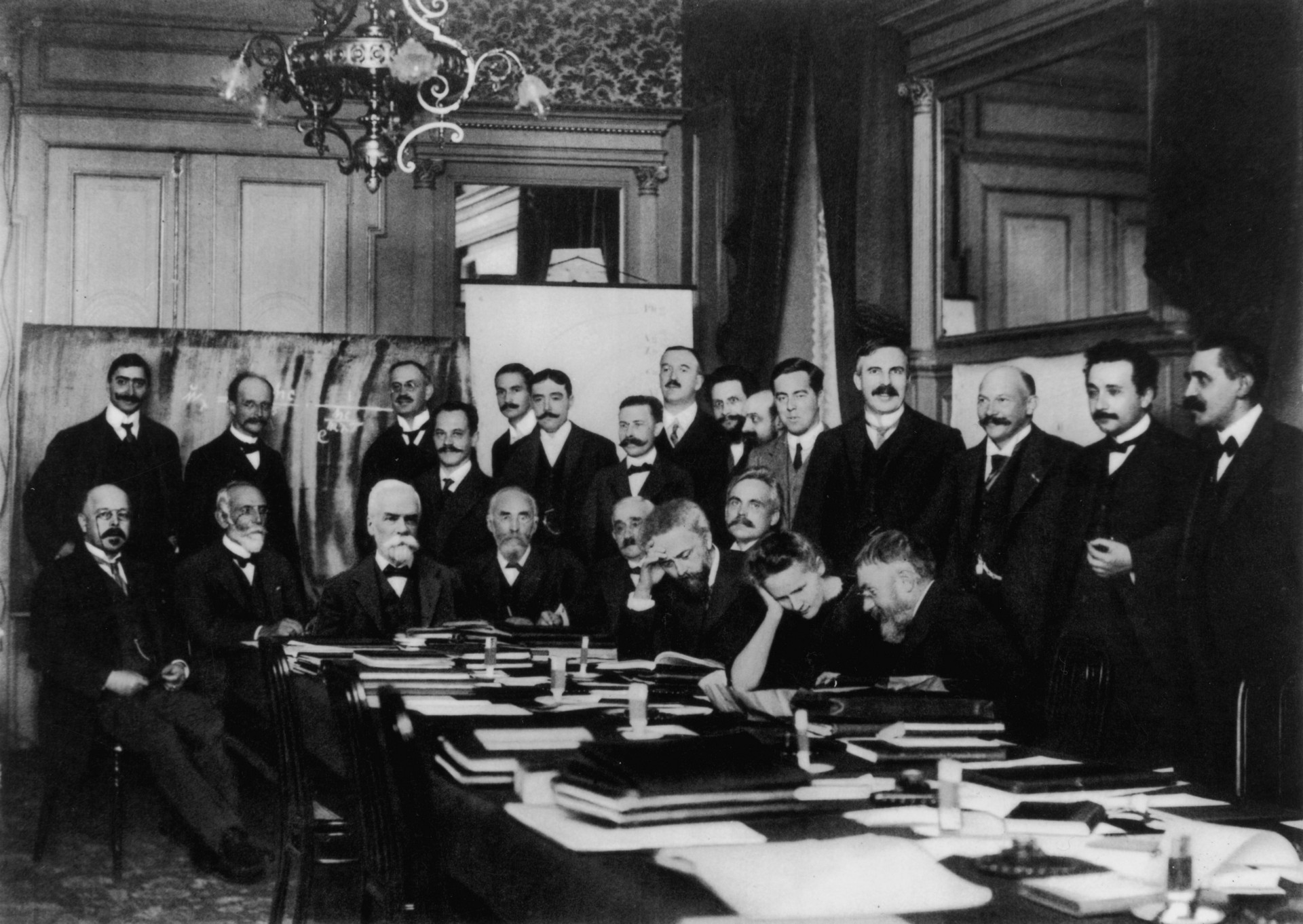
Conferencia Solvay de 1911. Wien está situado en primer término, sentado asomando la cabeza por detrás de Jean Baptiste Perrin y Marie Curie.

En 1893 logró combinar la formulación de Maxwell con las leyes de la termodinámica para tratar de explicar la emisividad del llamado cuerpo negro, investigación que cristalizó en el enunciado de una de las leyes de la radiación y que lleva su nombre en su honor, la Ley de desplazamiento de Wien.
Investigó también en el campo de las radiaciones, sentando las bases de la teoría cuántica, así como en campos como la óptica y los rayos X.
Fue galardonado con el Premio Nobel de Física en el año 1911 por su descubrimiento sobre las leyes de la radiación del calor.
En su honor se nombró al cráter Wien de Marte.